# ألدريج - براونهيلس (دائرة انتخابية في المملكة المتحدة)
ألدريج - براونهيلس  (بالإنجليزية: Aldridge-Brownhills)‏ هي إحدى الدوائر الانتخابية في المملكة المتحدة الممثلة في مجلس العموم في برلمان المملكة المتحدة.
عضو البرلمان الذي يمثلها حالياً هو :Mr Richard Shepherd (Con).